# 5188 Пейні
5188 Пейні (5188 Paine) — астероїд головного поясу, відкритий 15 жовтня 1990 року.
Тіссеранів параметр щодо Юпітера — 3,373.